# Chrysops dorsopunctus
Chrysops dorsopunctus är en tvåvingeart som beskrevs av David Fairchild 1937. Chrysops dorsopunctus ingår i släktet Chrysops och familjen bromsar. Inga underarter finns listade i Catalogue of Life.